# Gottfried Anton Schenck
Gottfried Anton Schenck (* 1699 in Wiesbaden; † 1779 ebenda) war ein deutscher protestantischer Pfarrer, Chronist und Dichter.
Er war ein Sohn des Wiesbadener Oberschultheißen Johannes Schenck. Nach dem Besuch des Gymnasiums in Idstein wirkte er von 1724 bis 1729 als Diakon in Mosbach. 1729 wurde er Pfarrer und Hofprediger in Rödelheim, 1731 auch Kircheninspektor. 1750 legte er die Ämter aus gesundheitlichen Gründen nieder. Bis zu seinem Tod lebte er als Privatmann in Wiesbaden.
Neben Werken zur Geschichte seiner Vaterstadt (Memorabilia 1732–39 und Geschicht-Beschreibung 1758) verfasste er eine handschriftliche Chronik Rödelheims.
In Rödelheim erinnert die Schenckstraße an ihn.